# Festival Anormales?
O festival Anormales? é um festival feminista itinerante na América Latina iniciado em 2010, contra as violências na base do género e da orientação sexual. Milita para a despatologização das pessoas transgênero, e com isso adere à Campanha STP, a campanha internacional contra a patologização das pessoas transgênero. Em 2017 o festival teve uma edição em Lisboa.